# Minification
En programmation, minifier signifie réduire la taille du code. C'est un processus très utilisé en programmation web pour réduire la taille d'un programme à télécharger depuis un serveur et ainsi réduire l'encombrement du réseau. Cela peut aussi être considéré comme une forme d'offuscation du code.
Pour cela on supprime tous les commentaires et les espaces qui ne gêneront pas le bon fonctionnement de l'application. On remplace aussi le nom des variables interne à l'application pour les réduire à un seul ou deux caractères. Il est aussi possible d'utiliser certaines écritures compactes propres aux langages (couleur en hexadécimal, raccourcis...) 
Ce processus est très utilisé en programmation web pour le CSS comme pour le JavaScript.

## Exemple
| Programme JavaScript non minifié                                                             | Programme JavaScript minifié                                      |
| -------------------------------------------------------------------------------------------- | ----------------------------------------------------------------- |
| //fonction qui retourne le double d'un nombre function double(nombre) { return nombre * 2; } | function double(n){return 2*n} // ou alors const double=(n)=>2*n; |

Le nombre de caractère utilisés pour la même fonction passe de 118 caractères à 31 (ou 23 caractères pour la fonction fléchée). Soit un gain de 73% (80% pour la fonction fléchée). 

## Outils
Il existe plusieurs outils pour minifier un fichier CSS ou JavaScript en ligne ou en ligne de commande tels que:
- minifier
- uglify-js
- minify
- JSCompress.com